# Dipalta banksi
Dipalta banksi är en tvåvingeart som beskrevs av Johnson 1921. Dipalta banksi ingår i släktet Dipalta och familjen svävflugor. Inga underarter finns listade i Catalogue of Life.